# Norrgrundet (vid Äpplö, Houtskär)
Norrgrundet är en ö i Finland. Den ligger i Skärgårdshavet vid Äpplö i Houtskär i kommunen Pargas i den ekonomiska regionen  Åboland i landskapet Egentliga Finland, i den sydvästra delen av landet. Ön ligger omkring 57 kilometer väster om Åbo och omkring 200 kilometer väster om Helsingfors.
Öns area är 0,3 hektar och dess största längd är 80 meter i öst-västlig riktning.